# Sigurður Vigfússon

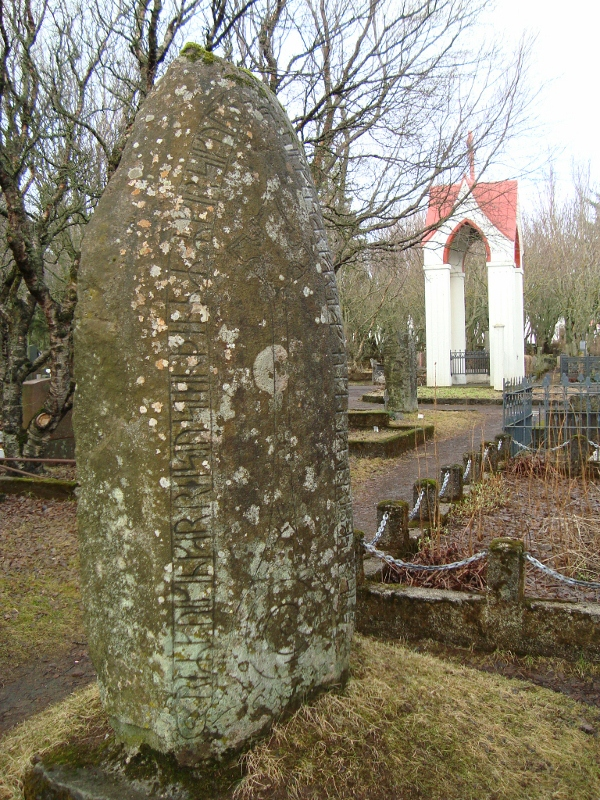
Sigurður Vigfússons gravsten.

Sigurður Vigfússon, född den 8 september 1828, död den 8 juli 1892, var en isländsk fornforskare. Han var bror till Guðbrandur Vigfússon.
Sigurður Vigfússon var grundläggare av och senare föreståndare för fornsakssamlingen i Reykjavik.